# Козирі долі
«Козирі долі» або ж «Карти долі» (англ. Trumps of Doom) — роман американського письменника Роджера Желязни, що вийшов у 1985 році. Перша книга з другої пенталогії циклу романів «Хроніки Амбера». В цей час як у першій пенталогії розповідь велася від імені Корвіна, то про другу серію розповідає його син Мерлін. Роман нагороджений премією «Локус» за найкращий фентезійний роман.

## Сюжет
Мерлін під ім'ям Мерл Корі, живе в Тіньовій Землі, щоб здобувати там знання та поглиблювати свої вміння. Він стає комп'ютерним фахівцем і вирішує використовувати ці здібності для побудови в одній з далеких регіонів Тіні пристрою, який він називає Ghostwheel (Колесо Привид). Цей пристрій — це комп'ютер, який, за його планами, є своєрідною системою психічного контролю та бібліотекою.
Перебуваючи на Землі, якась невідома людина організовує замахи на його життя кожного 30 квітня. Врешті-решт він вирішує виявити та знешкодити вибуховий пристрій, але заплутується у подіях, що призводять до загибелі його колишньої дівчини Джулії, і побічно його дядька Кейна, вбитого в черговій Тіні-Дейга. Він повертається до Амбера на похорон і розповідає своєму дядькові королю Рендому про свій проект Ghostwheel. Він наказує йому вимкнути пристрій через відсутність безпеки та величезні можливості, якими могли б скористатися вороги Амбера.
По дорозі виявляється, що комп'ютер намагається самостійно зупинити Мерліна, підкладаючи на його шляху всілякі пастки. Він також зустрічає свого таємного друга з Землі — Лукаса Рейнарда, який, зрештою, виявляється сином його дядька Бренда, вбитого багато років тому, який шукає помсти. Він замикає Мерліна в кришталевому гроті, щоб сам взяти під свій контроль Привида.